# 法國海軍
法國海軍（法語：Marine nationale）是法國軍隊的海上作戰部隊，是世界歷史上最悠久的常規海軍部隊之一，也是現今為數不多的藍水海军。截至2021年法國陸軍共有37,000名現役士兵與水手，及7,000名文職人員。法國海軍裝備核動力航空母艦、多種現代化軍艦及潜艇，能經凱旋級核潛艇發射M-51潛射彈道飛彈實施核打擊。目前海軍總司令部設於巴黎，大西洋艦隊基地設於布雷斯特，地中海艦隊基地設於土伦，在聯合國的海上維和行動裡有一定的影響力，並在海外基地駐有兵力。
自17世紀黎塞留公爵建立法國海軍以降，法國海軍參與絕大多數的歐洲大型戰爭。其於17世紀上半葉多次在地中海與西班牙海軍交戰，後於法荷战争期間多次擊敗荷蘭海軍，在戰後取代前者成為世界第一海軍。然而因為怠於發展，其海軍霸權最終被英國-荷蘭聯軍取代。之後，法國海軍在18世紀的多場戰爭中與英國皇家海軍交戰，並幫助美國從英國獨立。19世紀中期，法國海軍成為第一支擁有铁甲舰的海軍，並在接下來一百年間幫助其擴展殖民帝國。

## 歷史
法國海軍創建於17世紀初。法荷戰爭至西班牙王位繼承戰爭，法國海軍曾一度為世界第一的海軍。第二次世界大戰結束後，法國依賴其良好的造船基礎，開始重建海軍。

## 組織
海軍參謀長是皮埃尔·旺迪耶海軍上將。截至2021年，海軍約有37,000名軍事人員和7000名文職人員。
法國海軍分為四個主要分支：
- 行動部隊 － 水面艦隊。
- 潛艇部隊 － 核動力彈道導彈潛艇艦隊潛艇。
- 艦隊航空兵 － 地面和海基飛機。
- 海軍近衛 － 包括法國海軍突擊隊的海軍步兵

另外，法國國家憲兵隊維持屬於法國海軍作戰指揮的海上巡邏艇勢力：
- 海上憲兵隊 － 海岸警備隊。

### 主要海軍基地
截至2013年，法國本土主要的海軍基地有法國大都市的土倫、布列斯特、隆格島和瑟堡；海外基地則有馬提尼克的法蘭西堡、新喀里多尼亞的努美阿、法屬玻里尼西亞的帕皮提、法屬圭亞那的戛纳港和留尼汪的留尼汪大海港。

## 設備

### 艦艇和潛艇
傳統上法國海軍採用同時擁有兩艘航空母艦的配置方式，以確保縱使其中1艘進廠維修時，也能有另外1艘可以值勤，但目前法國只有1艘戴高樂號航空母艦。鑑於戴高樂號航空母艦服役多時，法國海軍於2021年進行新世代航空母艦的規劃，並預計於2025年開始建造，2038年服役並取代戴高樂號航空母艦。至於核動力潛艦方面，法國海軍規劃由下一代蘇弗朗級潛艦，取代紅寶石級攻擊核潛艦。目前正處於替換階段中。
法国海军目前拥有1艘戴高乐級航空母舰，3艘西北风级两栖突击舰﹑2艘区域防空型地平线级驱逐舰，8艘阿基坦級一等巡防舰，5艘拉法葉級巡防艦，6艘花月級巡防艦，4艘弹道导弹凯旋级核潜艇，1艘蘇弗朗級潛艦和5艘红宝石级攻击核潜艇，組成法国海军主要的作戰部隊。等待退役更换的现役军舰还有1艘乔治·莱格级一等巡防舰（法国海军内部无“驱逐舰Destroyer”的舰艇分类，一等巡防舰等同于其他国家的驱逐舰，并使用D作为舷号开头）。

### 飛機
法國海軍航空兵，官方稱作Aéronavale，始創於1912年3月20日。法國海軍航空兵目前以陣風戰鬥機為主力。

### 水面战斗舰艇
航空母舰（1艘現役）
- 新世代航空母艦（计划建造中）
- 戴高樂級：戴高樂號航空母艦

两栖攻击舰（3艘）
- 西北風級兩棲突擊艦 3艘

驱逐舰（2艘）
- 佛賓級驅逐艦 2艘

巡防舰/护卫舰（19艘）

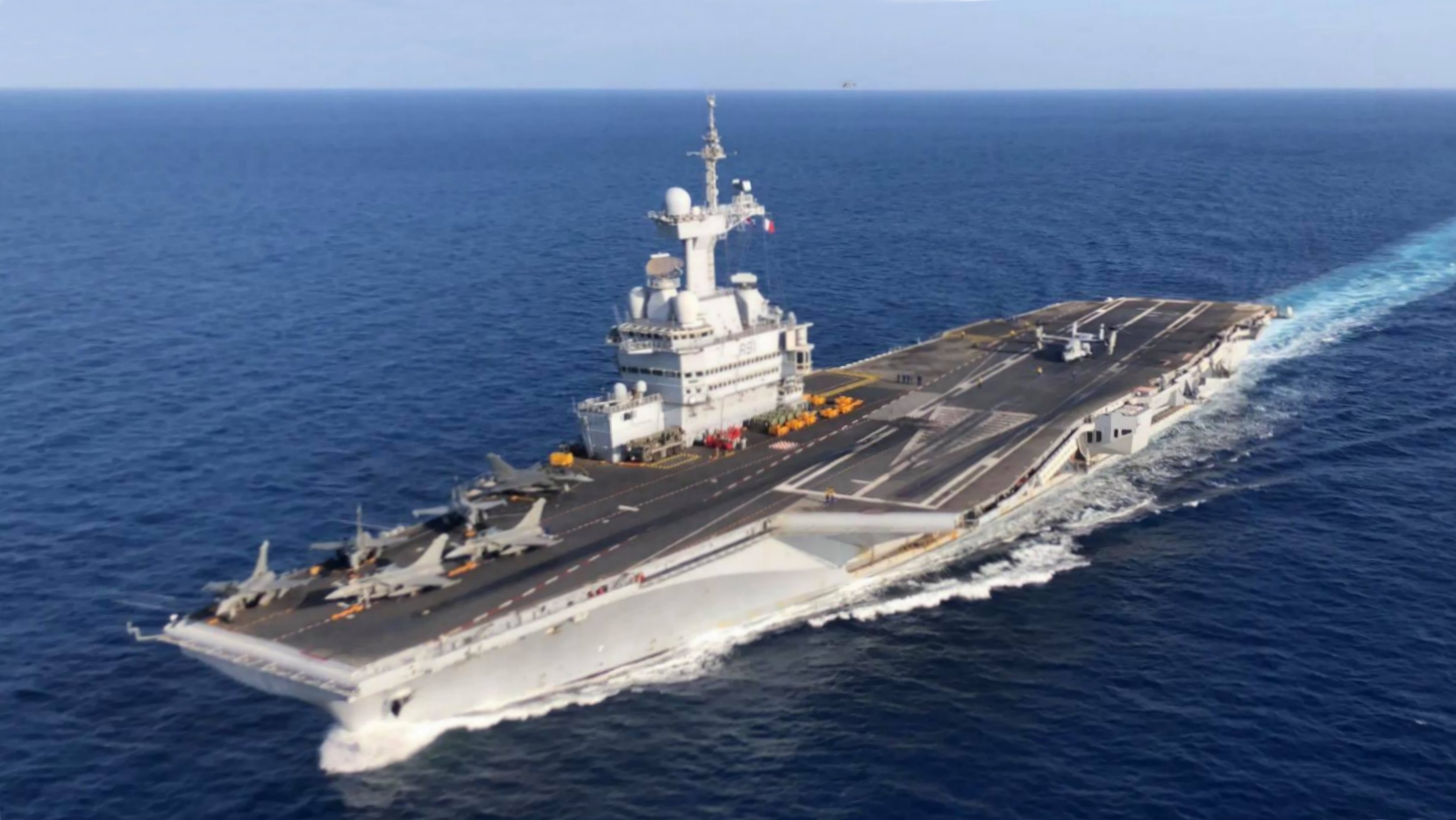
戴高樂號航空母艦

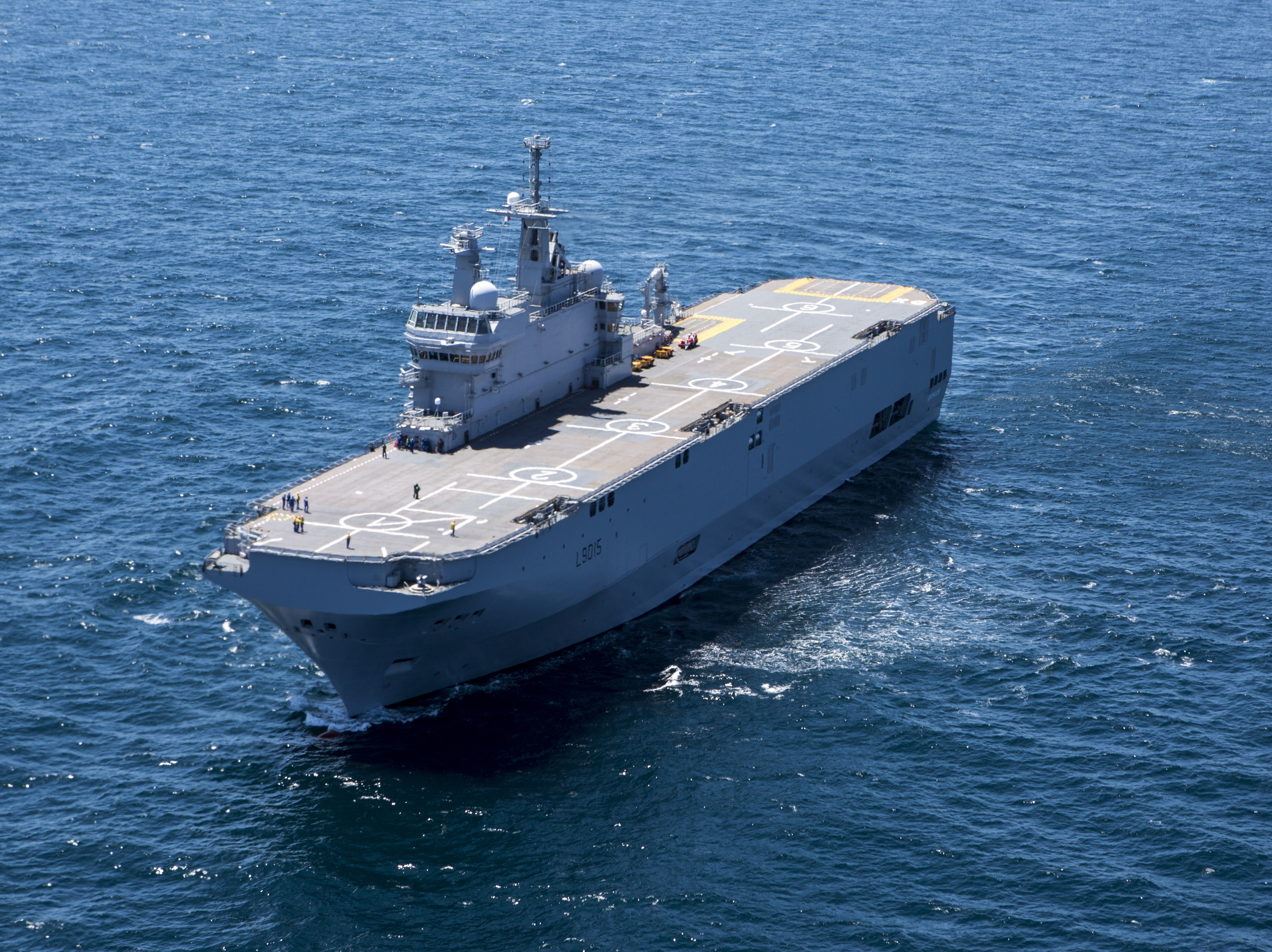
西北風級兩棲突擊艦

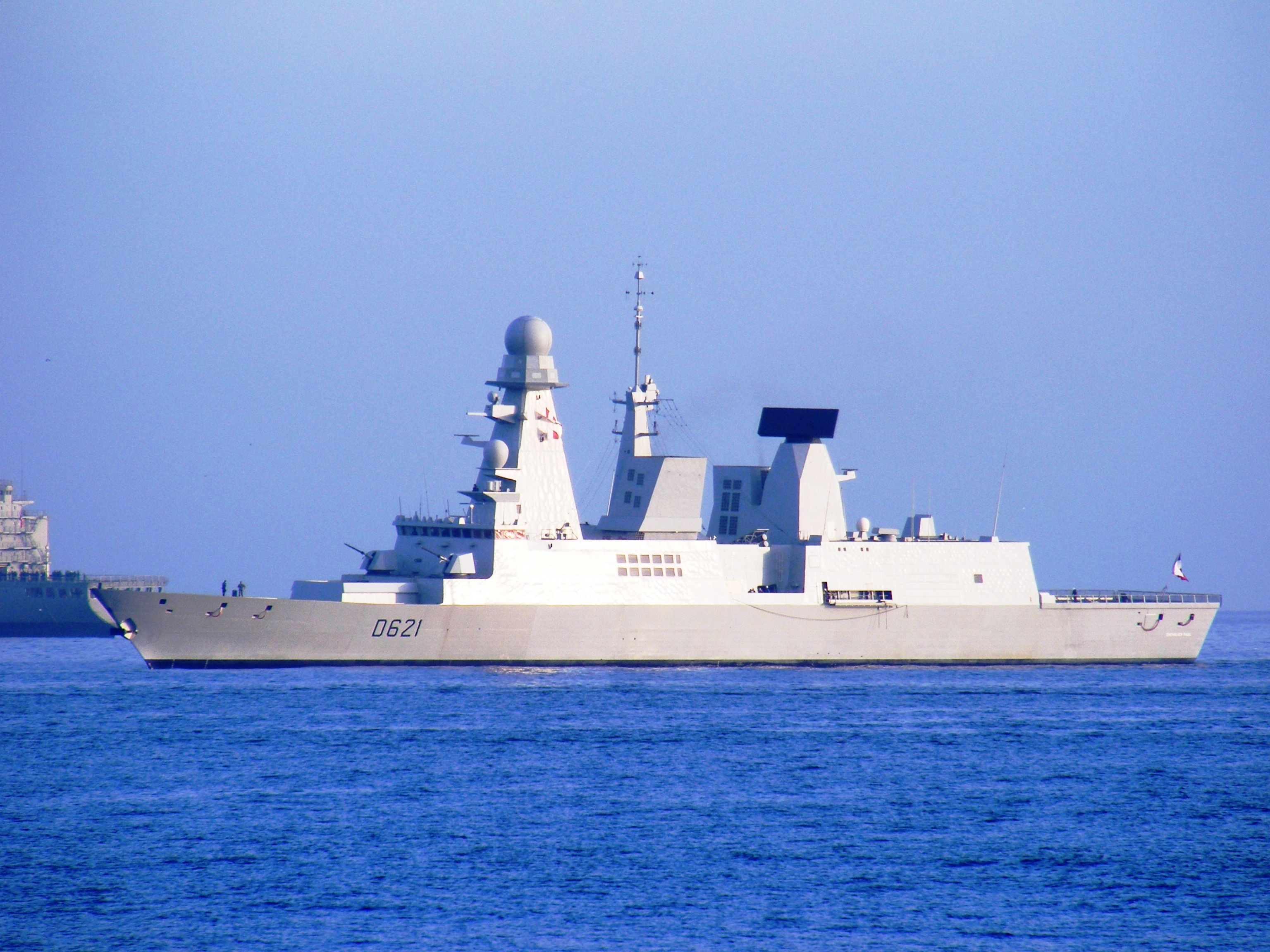
佛賓級驅逐艦

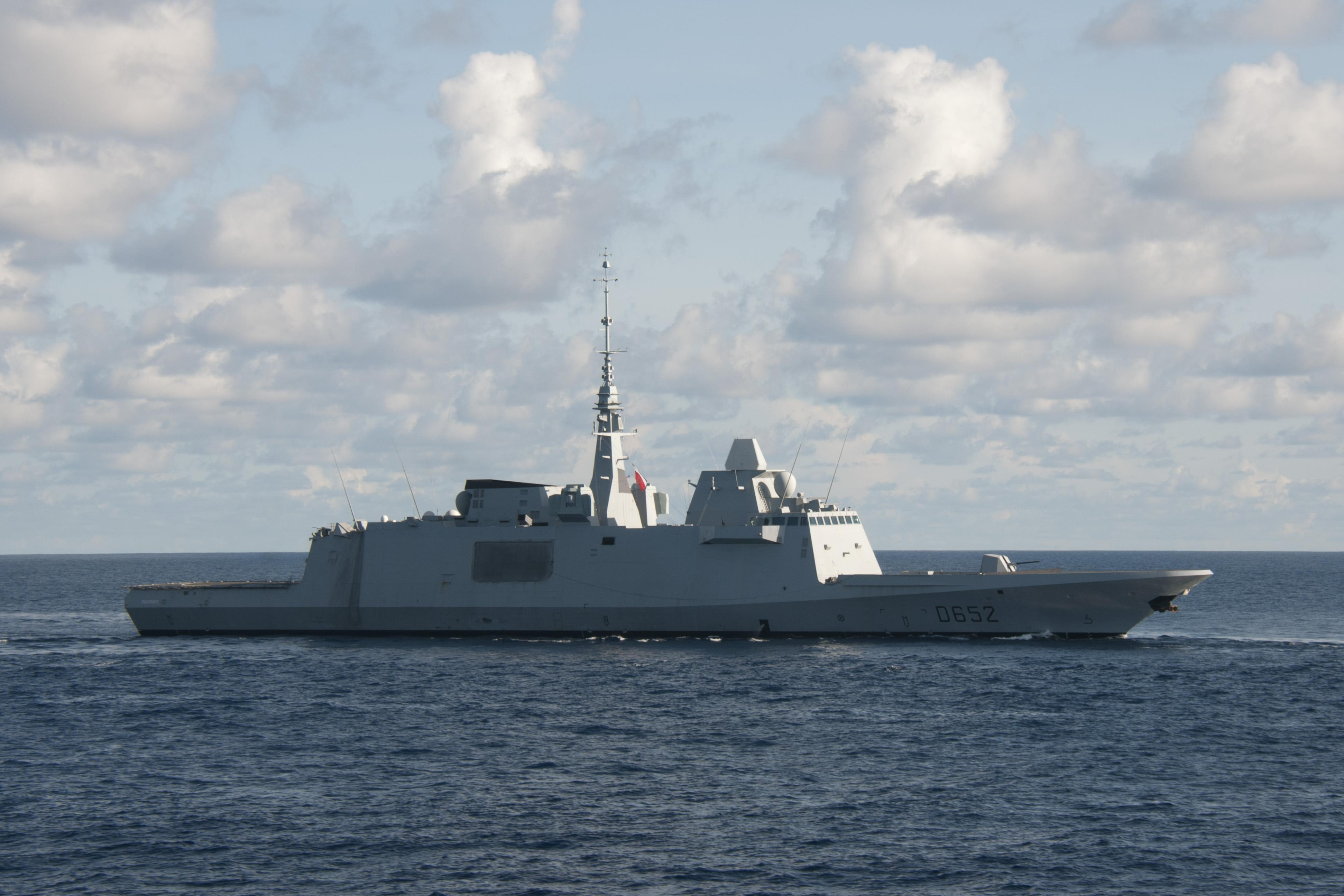
阿基坦級巡防艦

- 中型通用巡防艦 1艘已下水，2艘订购中，5艘计划中
- 阿基坦級巡防艦 8艘
- 拉法葉級巡防艦 5艘
- 花月级巡防舰 6艘

巡逻艦（15艘）
- L'Astrolabe 1艘
- D'Entrecasteaux-class 4艘
- A69代斯汀多夫级巡防舰 6艘
- Confiance class 2艘
- Félix Éboué (POM) class 1艘，5艘计划中
- P400-class patrol vessel 1艘

### 潛艇
弹道导弹潜艇（4艘）
- SNLE-3G核潜艇 研发中
- 凱旋級核潛艇 4艘

攻擊型潛艇（5艘）
- 叙弗朗級潛艦 3艘，3艘计划中
- 红宝石级攻击核潜艇 2艘

### 辅助舰艇
補給艦（2艘）
- Jacques Chevallier (BRF) class 1艘下水，1艘建造中，2艘计划中
- Durance-class tanker 2艘

## 習俗和傳統

### 軍銜
法國海軍的軍銜戴在襯衫和白色外套的肩帶上。直到2005年，只有士官的徽章上有一個錨，但士兵現在已接受徽章上有一個錨。指揮官有頭銜卡皮泰納，但他通常都是只被稱為指揮官。

#### 軍官
| 北約等級 | OF-10    | OF-9                   | OF-8     | OF-7     | OF-6     | OF-5     | OF-4     | OF-3     | OF-2     | OF-1     | OF-1     | OF(D)        | Student officer |
| 等級圖樣 |          |                        |          |          |          |          |          |          |          |          |          |              |                 |
| 階級     | 海軍元帥 | 海軍上將(實際最高等級) | 海軍中將 | 海軍少將 | 海軍准將 | 海軍上校 | 海軍中校 | 海軍少校 | 海軍上尉 | 海軍中尉 | 海軍少尉 | 海軍候補軍官 | 海軍軍校生      |

### 給海軍寄信
與法國陸軍和法國空軍不同的是法國海軍不會在寄信時在海軍的名字前面加上 mon (即是不會寫作 mon capitaine, 而是寫作 capitaine).

### 制服

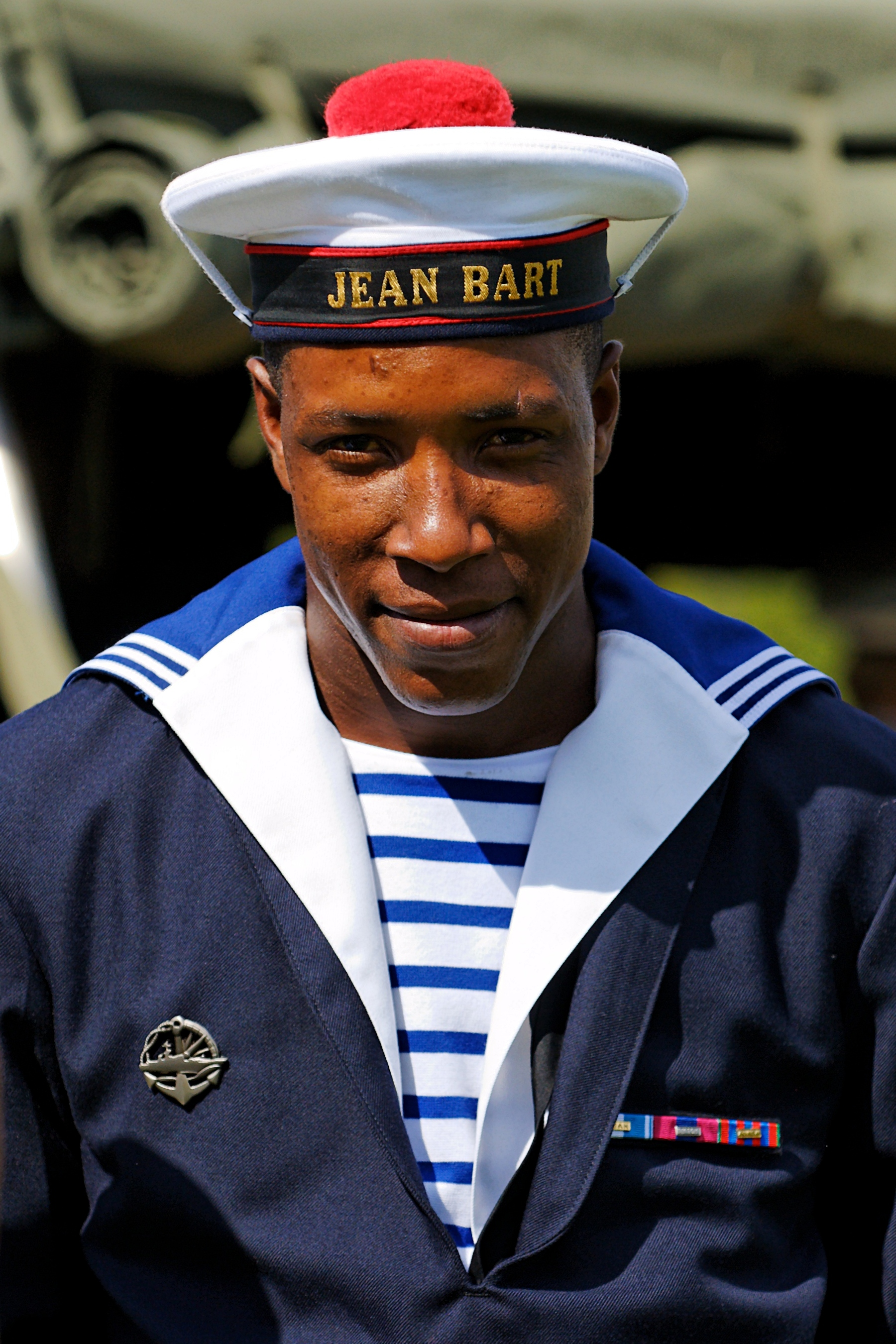
冬季制服 (22)
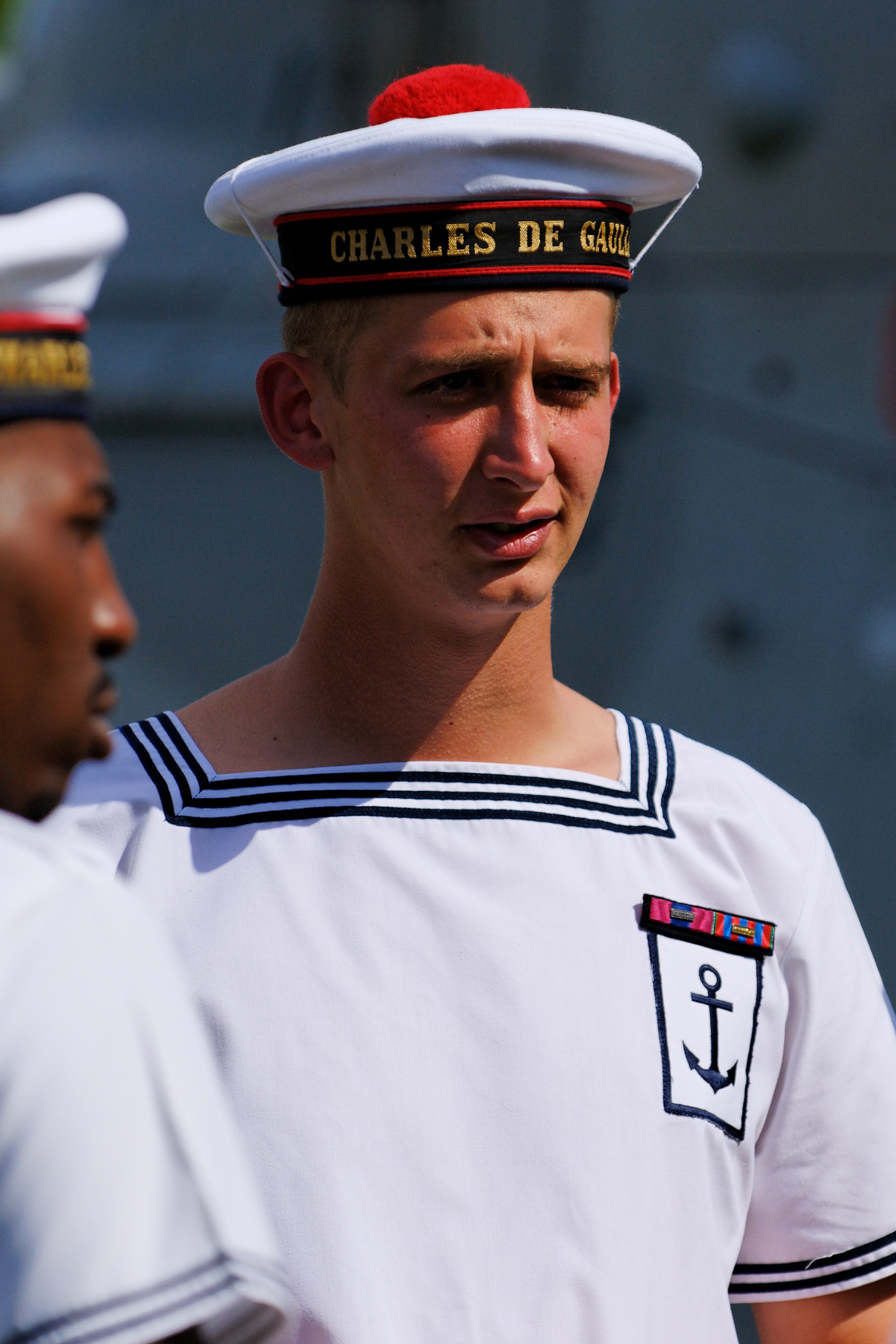
夏季制服 (26)
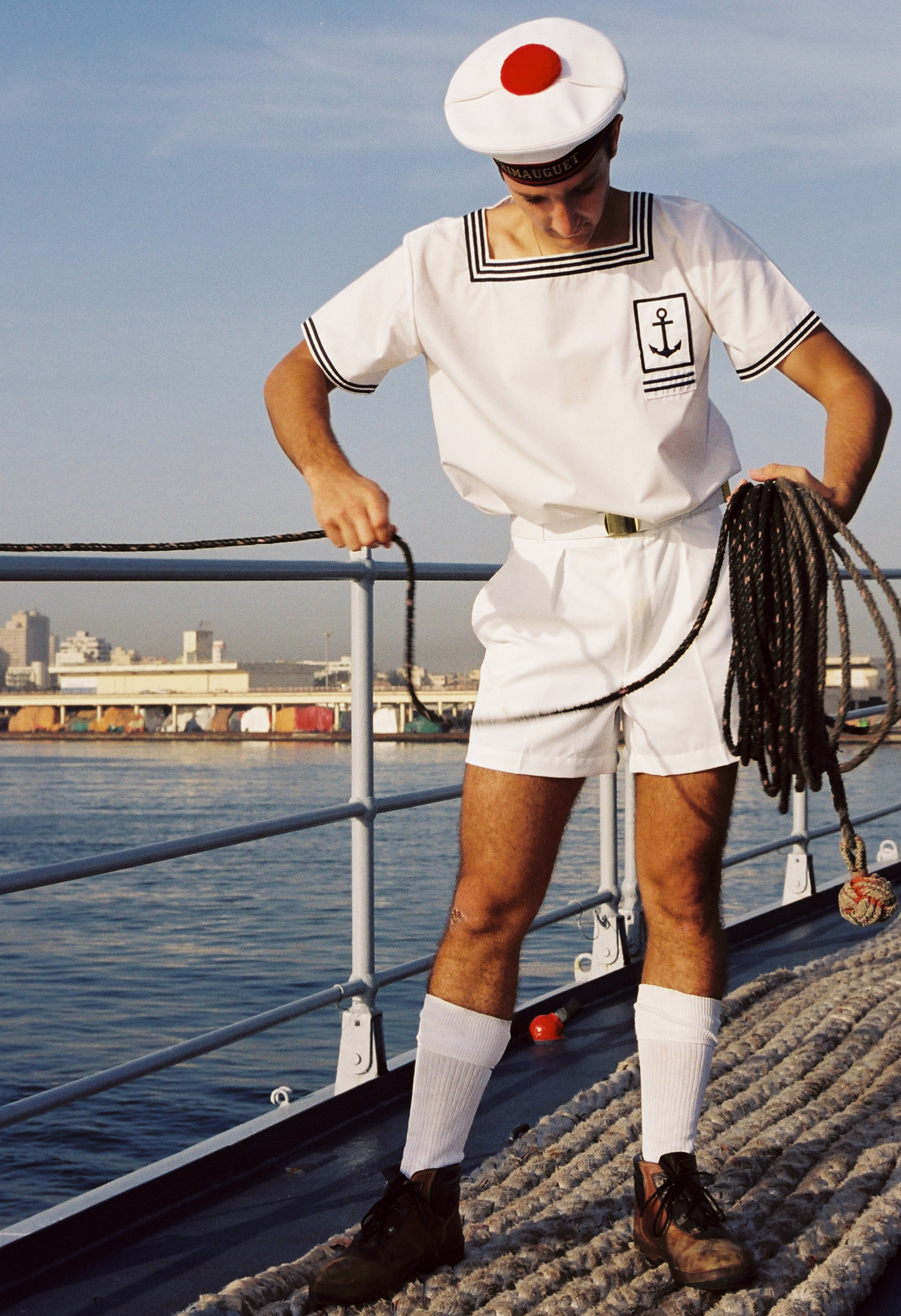
海外制服 (25)
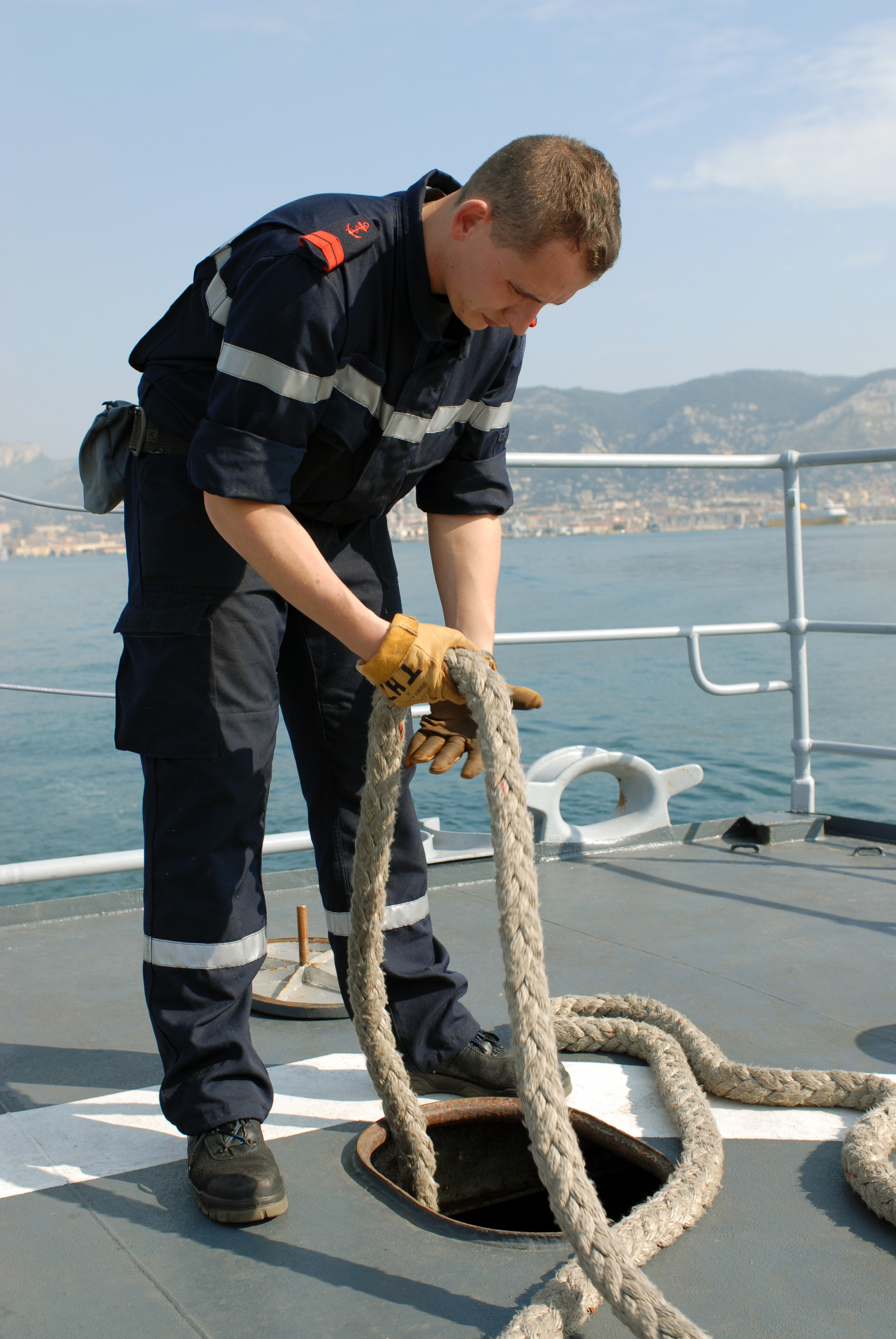
輕型消防人員制服

## 圖片集

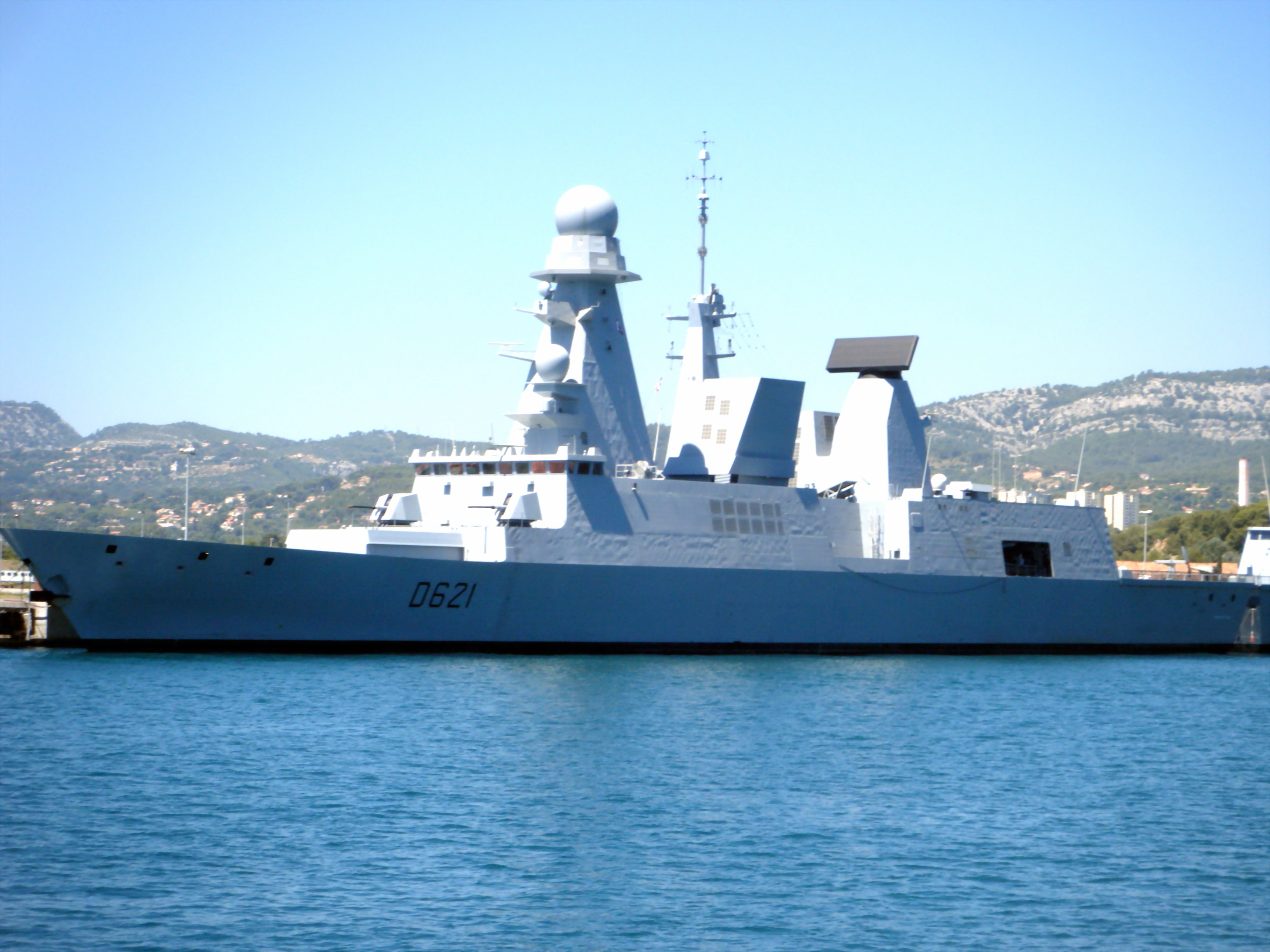
地平线级驅逐艦
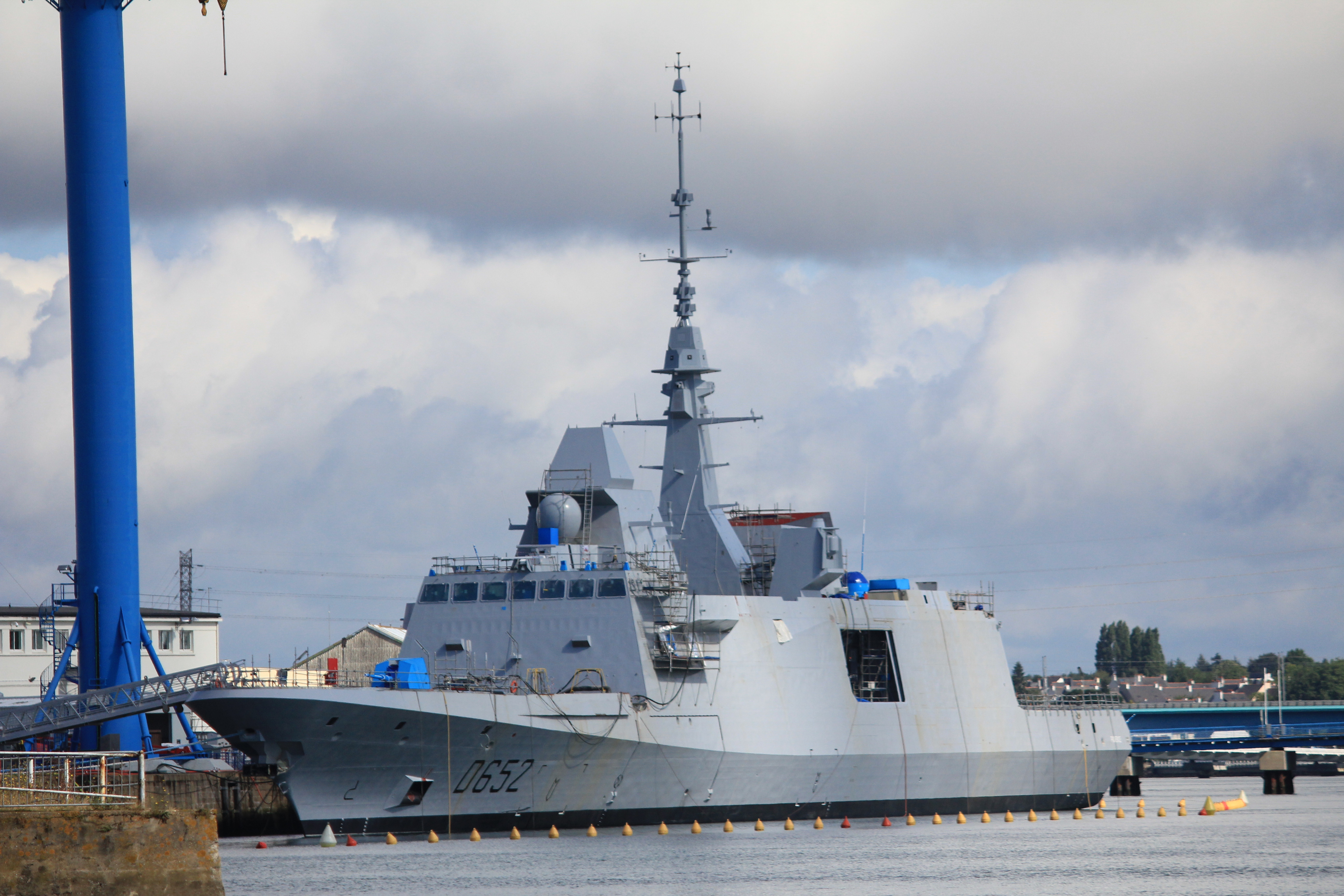
阿基坦級巡防艦
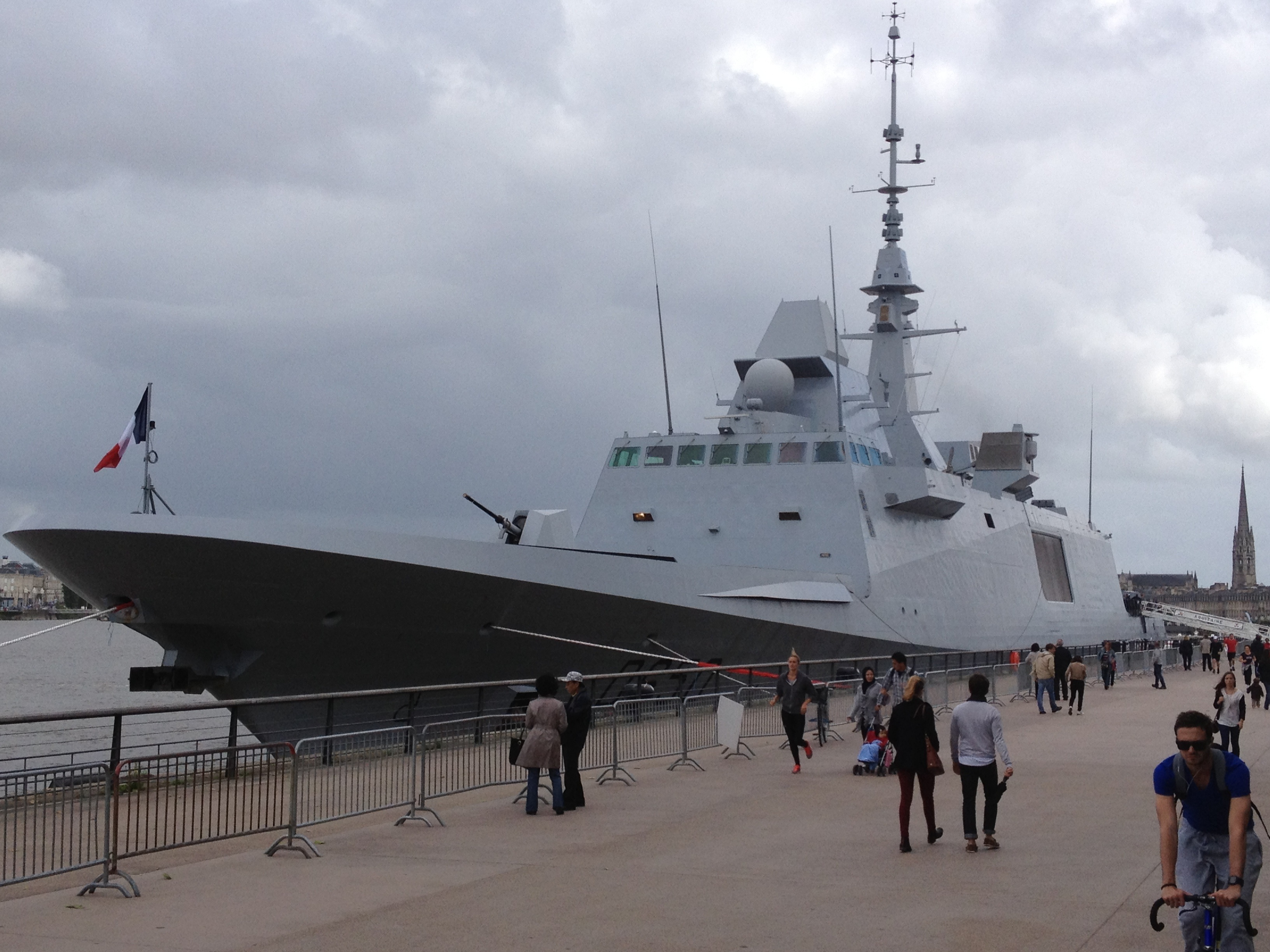
阿基坦号巡防舰(FREMM欧洲多用途巡防舰)
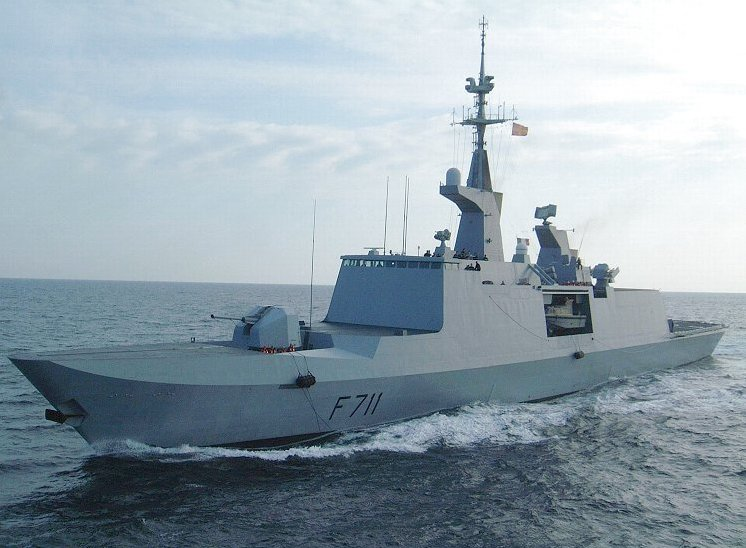
拉法葉級巡防艦
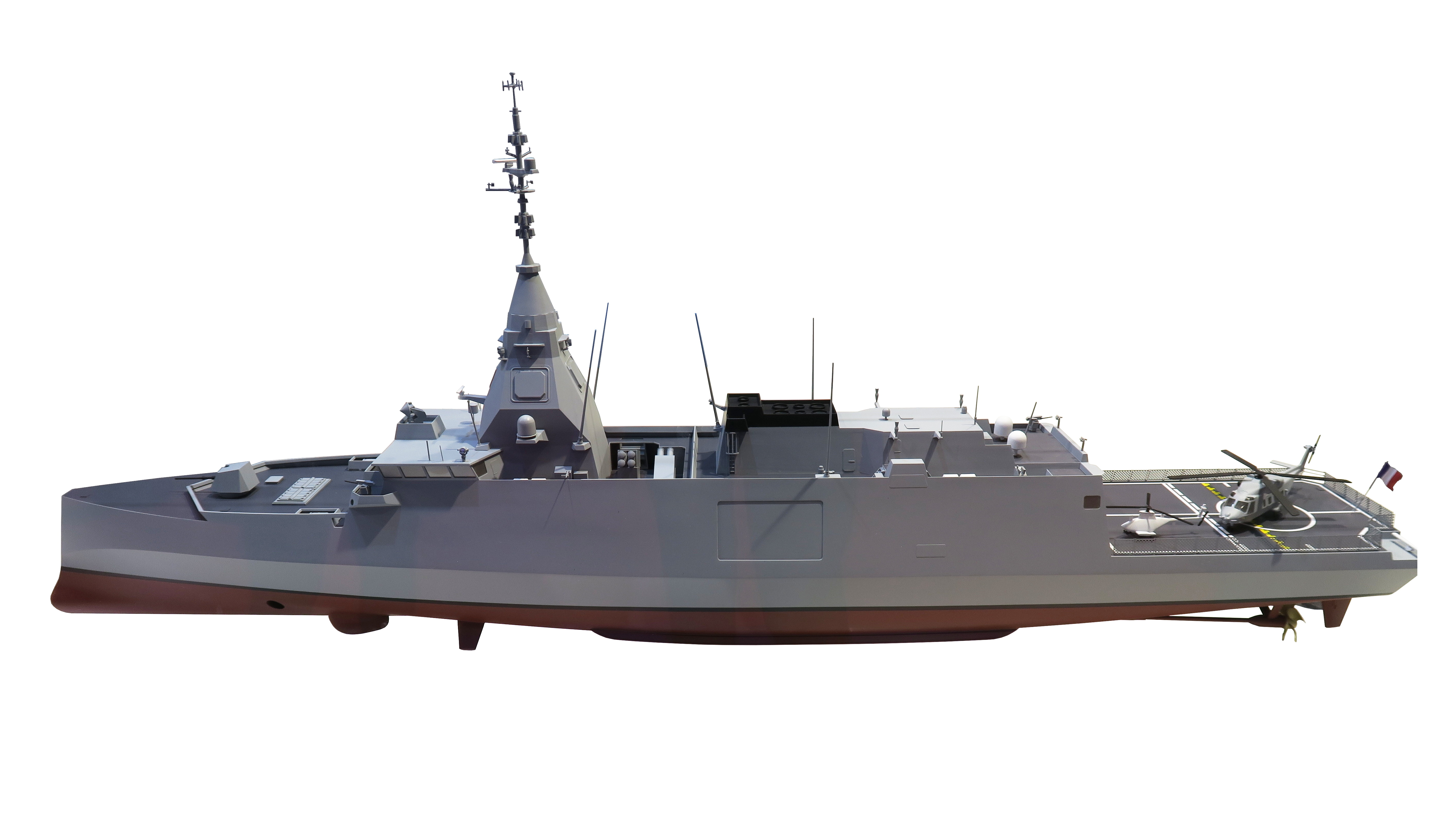
中型通用巡防艦
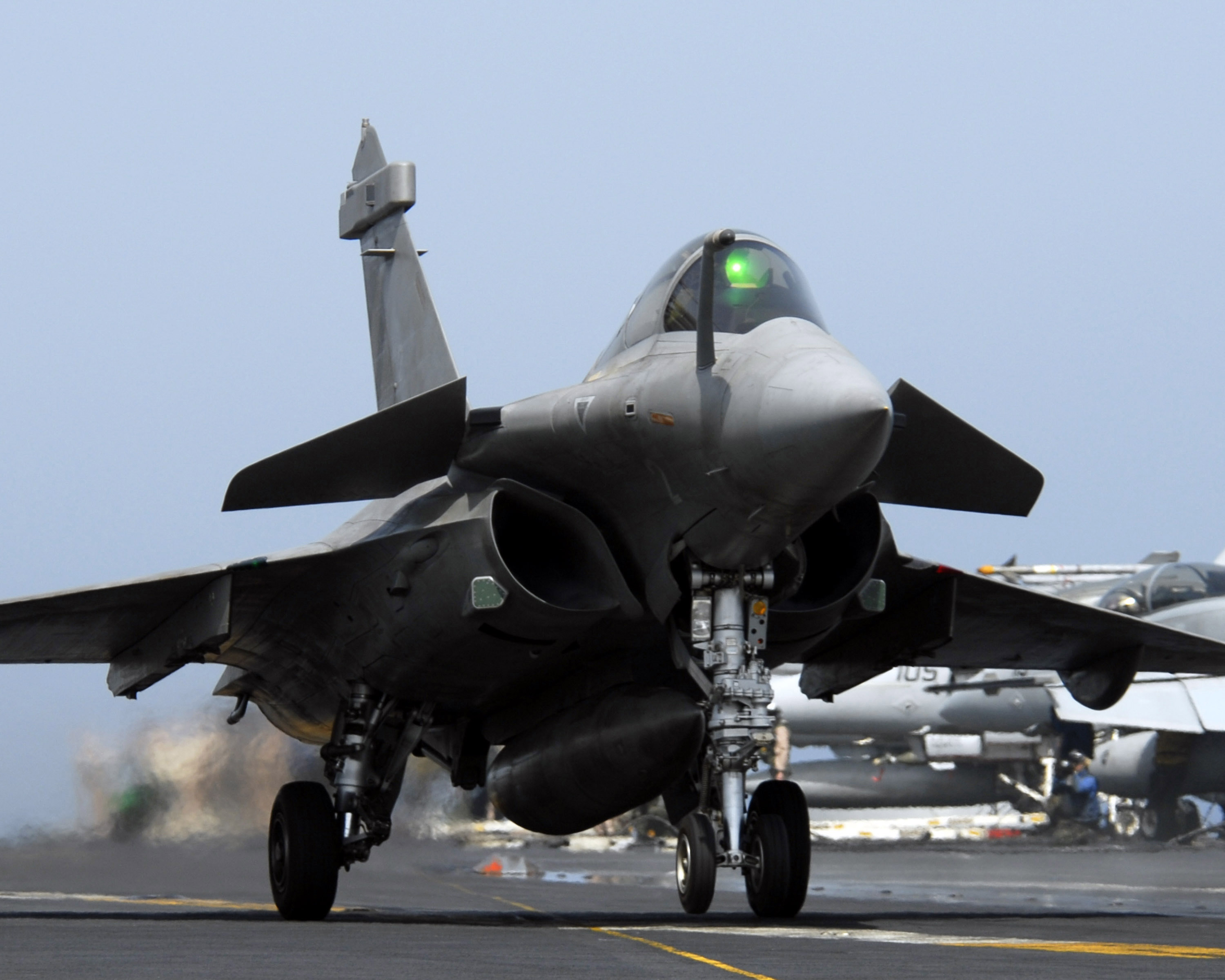
「陣風」
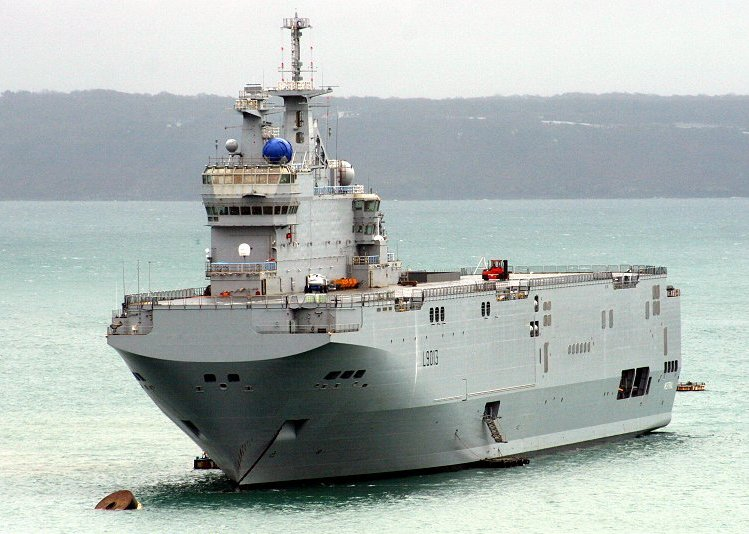
西北風級兩棲突擊艦
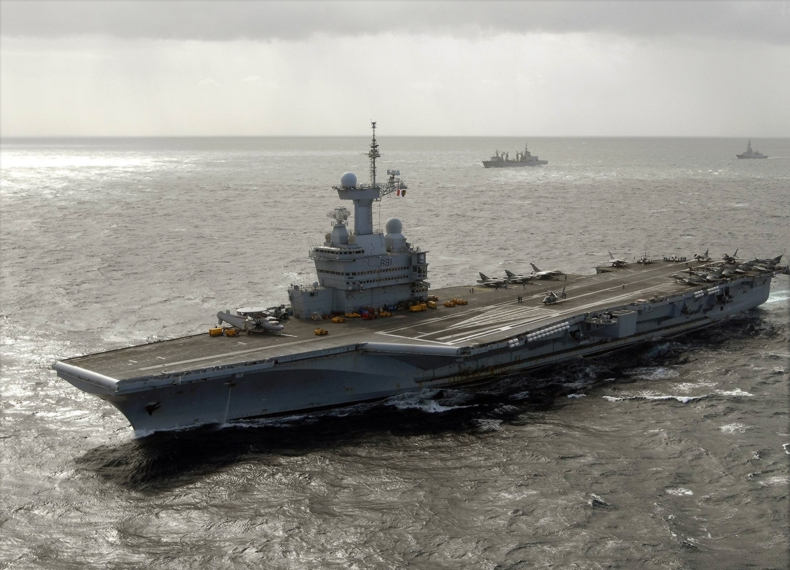
戴高樂號航空母艦
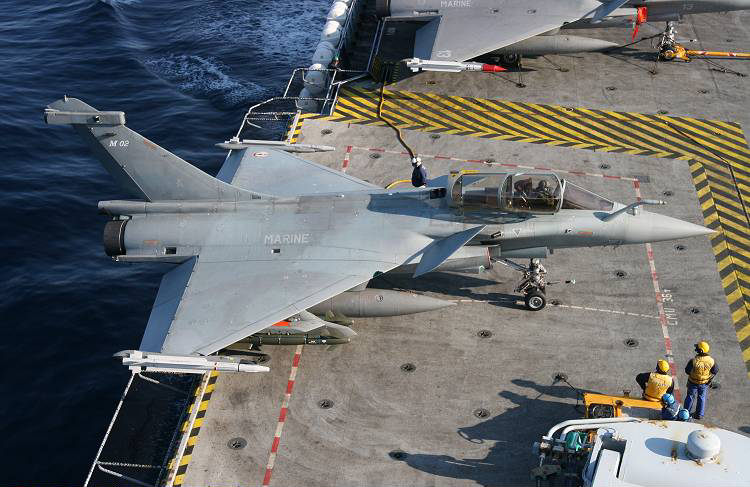
阵風戰機
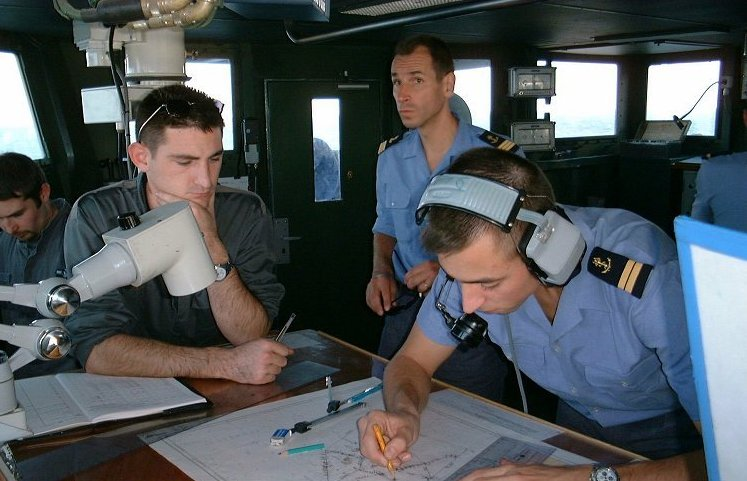
海軍軍官在護衛艦上的舰橋
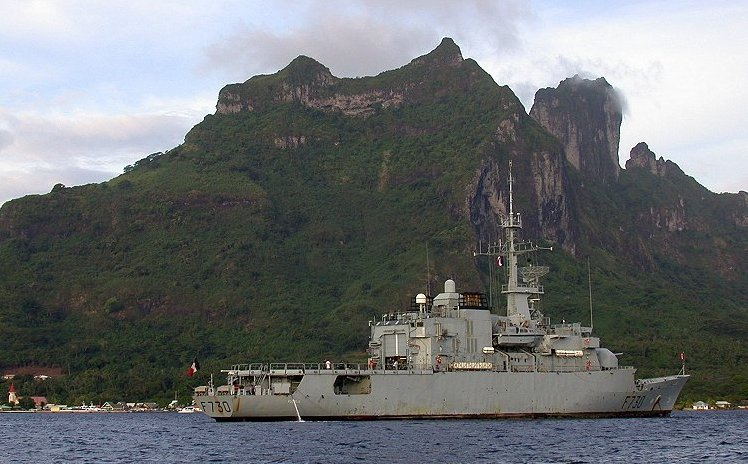
法国海军花月级花月号护卫舰, 驻在博拉博拉岛潟湖(在法屬波利尼西亞)
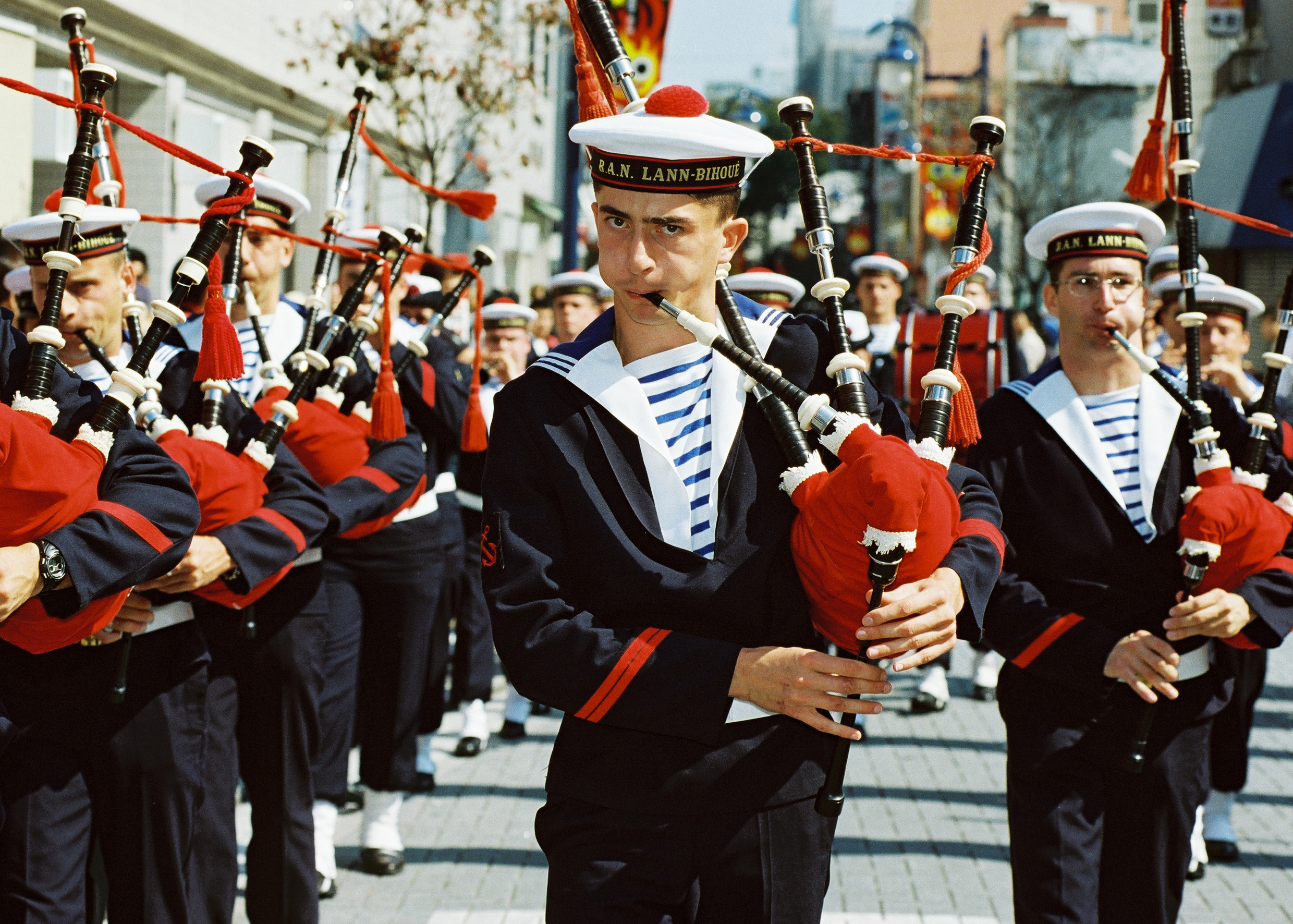
法國海軍風笛樂隊